# Glasya-Labolas

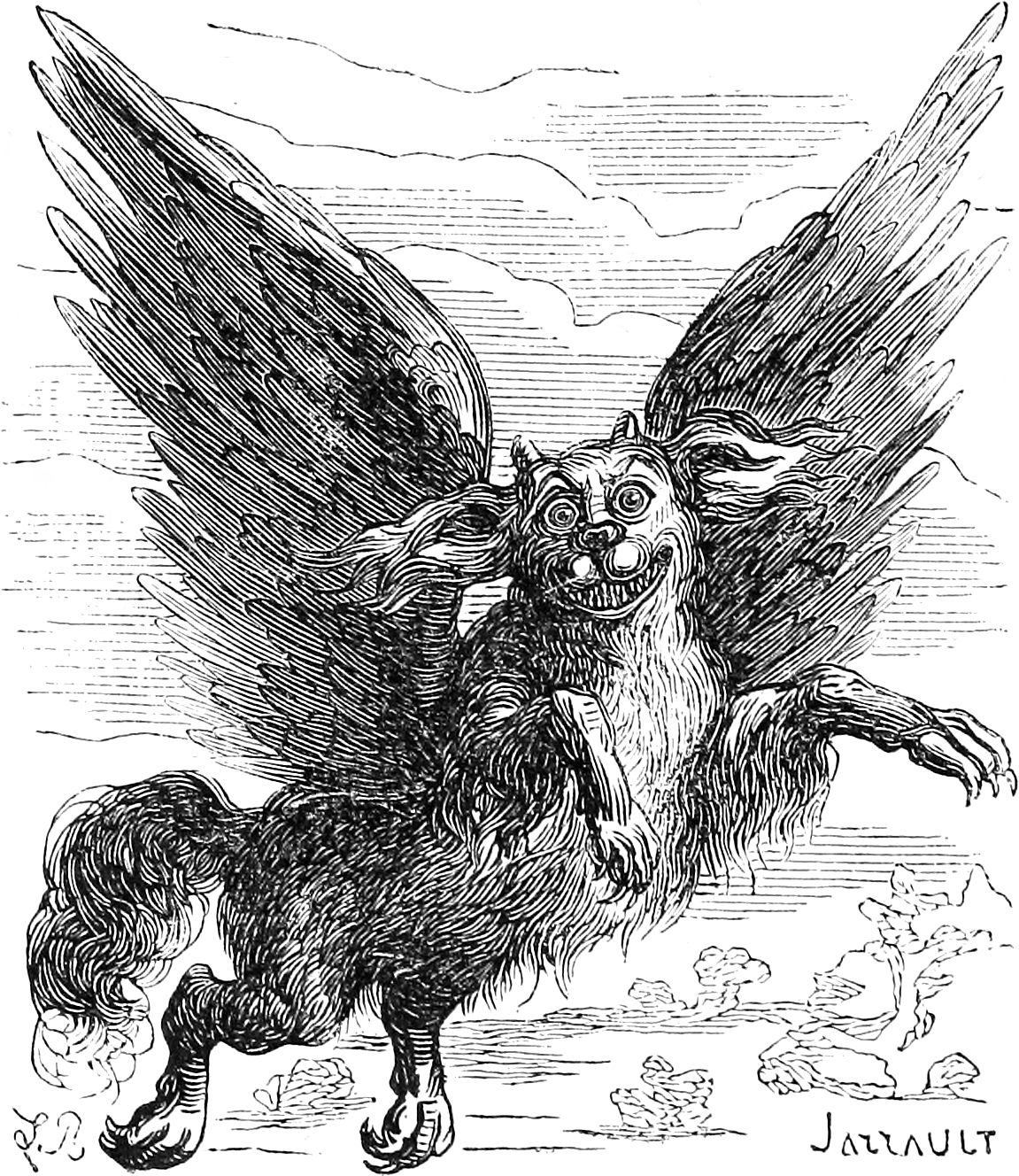
Caacrinolaas dans le « Dictionnaire Infernal » (1863).

Glasya-Labolas, également connu sous de nombreux autres noms tels que Caacrinolaas, Caassimolar, Classyalabolas, Classialabolas, Glassia-labolis, ... est un démon issu des croyances de la goétie, science occulte de l'invocation d'entités démoniaques. 
Le Lemegeton le mentionne en 25e position de sa liste de démons tandis que la Pseudomonarchia daemonum le mentionne en 18e position.
Grand président aux enfers, il commande trente-six légions et apparait sous la forme d'un chien doté d'ailes de griffon. Le Lemegeton précise qu'il est l'auteur d'effusions de sang et d'homicides involontaires.
Il prédit l'avenir, apporte la connaissance des arts libéraux et peut rendre l'homme invisible,. Il provoque aussi l'amour des amis et des ennemis à celui qui l'invoque.
Cette vision est néanmoins controversée par Le Grand Grimoire dans lequel il est réduit à la simple fonction de subalterne et de monture pour Naberius.

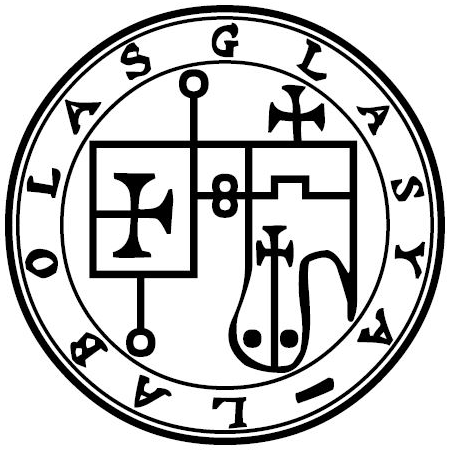
Le sceau de Glasya-Labolas selon Mathers.